# OANDA TMS Brokers
OANDA TMS Brokers S.A. (dawniej: Dom Maklerski OANDA TMS Brokers S.A., Dom Maklerski TMS Brokers S.A.) – instytucja doradztwa i pośrednictwa finansowego wyspecjalizowana w operacjach rynku walutowego i pieniężnego.

## Historia
Kalendarium:
- 1997: Inauguracja działalności spółki w Polsce. Powstaje PMPE Treasury Management.
- 1998: Zmiana statusu prawnego. Firma kontynuuje swoją działalność jako Treasury Management Services sp. z o.o.
- 2001: Uruchomienie portalu walutowego FX Info. Uruchomienie serwisu informacyjno-doradczego TMS Dealing Room.
- 2002: Uruchomienie usługi TMS Trader, pierwszego na rynku polskim obrotu kontraktami walutowymi przez Internet.
- 2003: Uzyskanie statusu akredytowanego wykonawcy projektów dotowanych z funduszy Phare. Uruchomienie serwisu TMS WAP, umożliwiającego dostęp do rekomendacji i notowań przez 24h. Wprowadzenie na rynek pierwszej w Polsce platformy informacyjno-transakcyjnej – TMS Direct2003
- 2004: Uzyskanie zezwolenia Komisji Papierów Wartościowych i Giełd na prowadzenie działalności maklerskiej. Powołanie do życia Domu Maklerskiego TMS Brokers S.A.
- 2008: Wprowadzenie dwóch nowych platform transakcyjnych: TMS MobiDirect i TMS WebDirect
- 2009: TMS Brokers został liderem rankingu prognoz walutowych prestiżowego tygodnika FX Week. Wprowadzenie marki, strony internetowej i platformy GO4X.
- 2010: TMS Brokers został nagrodzony przez World Finance tytułem „Best FX Broker Central & Eastern Europe”. Rebranding TMS Brokers.
- 2011: Uruchomienie platformy TMS Connect. TMS Brokers otrzymuje prestiżową nagrodę World Finanace „Best Forex Broker Central Europe”. Debiut na Giełdzie Papierów Wartościowych (rynek NewConnect). TMS Brokers liderem rankingu prognoz walutowych Pulsu Biznesu.
- 2012: Większość udziałów nabyta została przez Nabbe Investments S. à r.l. Wycofanie akcji spółki z obrotu na rynku NewConnect. Dodanie do oferty oprogramowania Autochartist. Multiterminal MT4 dodany do platform TMS Connect i GO4X.
- 2013: Uruchomienie platformy TMS Pro. Otrzymanie nagrody 'FX Week Award: Best Retail Platform’ za oprogramowanie TMS Pro. Wprowadzenie nowych instrumentów finansowych na platformie TMS Direct.
- 2014: Otrzymanie nagrody 'FX Week Award: Best Retail Platform’ za oprogramowanie TMS Direct. Objęcie stanowiska Prezesa Zarządu przez Marcina Niewiadomskiego. Wprowadzenie CFD na akcje spółek zagranicznych na platformach GO4X oraz TMS Connect.
- 2014: TMS Brokers we współpracy ze Stowarzyszeniem Inwestorów Indywidualnych zorganizował I edycję ogólnopolskiej Konferencji Inwestuj Inteligentnie (17 czerwca 2014)[2][3].
- 2015: Zajęcie pierwszego miejsca w rankingu Bloomberg FX Forecast Ranking.
- 2015: Platforma inwestycyjna TMS Trader numerem 1 w Polsce wg Money.pl.
- 2016: Platforma inwestycyjna TMS Trader ponownie uznana za najlepszą w Polsce wg Money.pl[4].
- 2016: TMS Brokers uruchomił 8 marca usługę zarządzania aktywami[5].
- 2016: TMS Brokers uruchomił 3 października usługę TMS Exchange[6].
- 2017: TMS Brokers zorganizował na Stadionie Narodowym w Warszawie II edycję ogólnopolskiej Konferencji Inwestuj Inteligentnie (22 kwietnia 2017)[7]
- 2017: TMS Brokers wprowadził ochronę przed ujemnym saldem do 20.000 euro (2 października 2017)[8]
- 2017: TMS Brokers jako pierwszy broker w Polsce uruchomił narzędzie do monitorowania spreadów (9 listopada 2017)[9][10]
- 2017: TMS Brokers wprowadził do oferty możliwość handlu na kryptowalucie Bitcoin CFD (14 listopada 2017)[11]
- 2018: TMS Brokers rozszerzył współpracę z firmą MetaQuotes i udostępnia platformę MetaTrader 5 (styczeń 2018)[12]
- 2018: Launch aplikacji mobilnej TMS Brokers (listopad 2018)
- 2019: TMS Brokers przejął od Noble Securities zamykaną działalność na rynku forex
- 2021: TMS Brokers uruchomił usługę TMS Kantor Komfort.
- 2021: TMS Brokers stał się częścią OANDA Global Corporation
- 2022: Zmiana nazwy na OANDA TMS Brokers[13]
- 2024: Rozpoczęcie współpracy z platformą TradingView[14]

## Platformy i rachunki
OANDA TMS Brokers udostępnia w swojej ofercie platformę dla traderów indywidualnych firmy MetaQuotes, czyli MetaTrader5. Wszystkie oferowane przez brokera aplikacje dostępne są zarówno w wersjach web, desktop, jak i tych przeznaczonych na smartfony. Dodatkowo, OANDA TMS Brokers umożliwia korzystanie z autorskiej platformy do tradingu mobilnego. Od 2024 roku OANDA TMS Brokers umożliwia połączenie rachunku klienckiego i handel przy użyciu platformy firmy TradingView.